# Pisee
Die Pisee ist ein künstliches Badegewässer auf dem Gebiet von Nußdorf am Inn im Landkreis Rosenheim in Bayern.

## Beschreibung
Der See liegt auf 458 m ü. NHN nahe dem Weiler Überfilzen in den Inntalauen, zwischen dem eingedammten Inn selbst und dem Steinbruch Nußdorf.
Südlich in geringer Entfernung befindet sich ein weiteres ansonsten namenloses Gewässer von ähnlicher Größe, das vom Labach wiederum nur wenige Meter entfernt ist.
Weiter nördlich entwässert der Pisee vermutlich in ebendiesen.
Auf historischen Karten liegt dieses Gebiet in den unbefestigten Innauen und war noch nicht vorhanden.

### BayernAtlas („BA“)
Amtliche Topographische Karte mit passendem Ausschnitt und den hier benutzten Layern: Neubeurer Freibadesee und Umgebung

Allgemeiner Einstieg ohne Voreinstellungen und Layer: BayernAtlas der Bayerischen Staatsregierung (Hinweise)
1. 1 2  Dimensionen abgemessen auf dem Hintergrundlayer Amtliche Karte.
2. ↑  Höhe nach blauer Beschriftung auf dem Hintergrundlayer Amtliche Karte.